# Gasteracantha metallica
Gasteracantha metallica är en spindelart som först beskrevs av Pocock 1898.  Gasteracantha metallica ingår i släktet Gasteracantha och familjen hjulspindlar. Inga underarter finns listade i Catalogue of Life.